# (15417) Babylon
(15417) Babylon ist ein Asteroid des äußeren Hauptgürtels, der von dem belgischen Astronomen Eric Walter Elst am 27. Februar 1998 am La-Silla-Observatorium der Europäischen Südsternwarte in Chile (IAU-Code 809) entdeckt wurde. Unbestätigte Sichtungen des Asteroiden hatte es schon vorher am 8. Januar 1981 unter der vorläufigen Bezeichnung 1981 AY2 am japanischen Kiso-Observatorium gegeben.
Mittlere Sonnenentfernung (große Halbachse), Exzentrizität und Neigung der Bahnebene von (15417) Babylon entsprechen der Hilda-Gruppe, einer Gruppe von Asteroiden, die sich in einer Bahnresonanz von 3:2 mit dem Planeten Jupiter um die Sonne bewegen. Namensgeber dieser Gruppe ist der Asteroid (153) Hilda.
(15417) Babylon wurde am 6. August 2003 nach Babylon benannt, als Hauptstadt Babyloniens eine der wichtigsten Städte des Altertums. 2013 wurden zusätzlich Sulci, das sind Furchen oder Rinnen, auf dem Jupitermond Ganymed nach Babylon benannt: Babylon Sulci.